# Liste des plus hauts gratte-ciel de Rio de Janeiro
Depuis la construction de la Tour de la gare Central do Brasil en 1943, 56 immeubles d'au moins 100 mètres de hauteur ont été construits dans l'agglomération de Rio de Janeiro au Brésil.
En novembre 2015, la liste des immeubles d'au moins 120 mètres de hauteur y est la suivante d'après Emporis

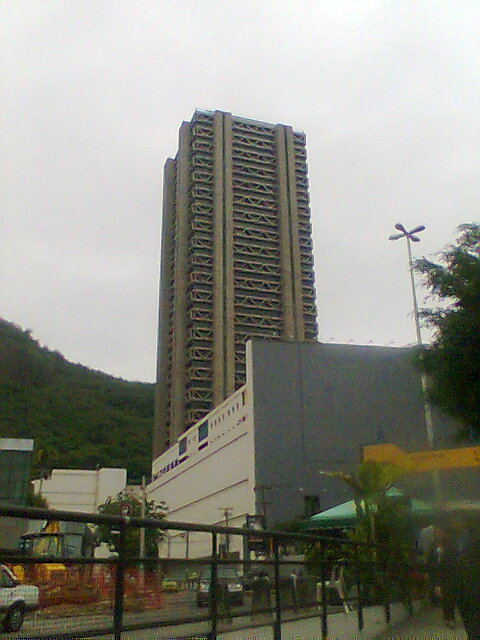
Rio Sul Center

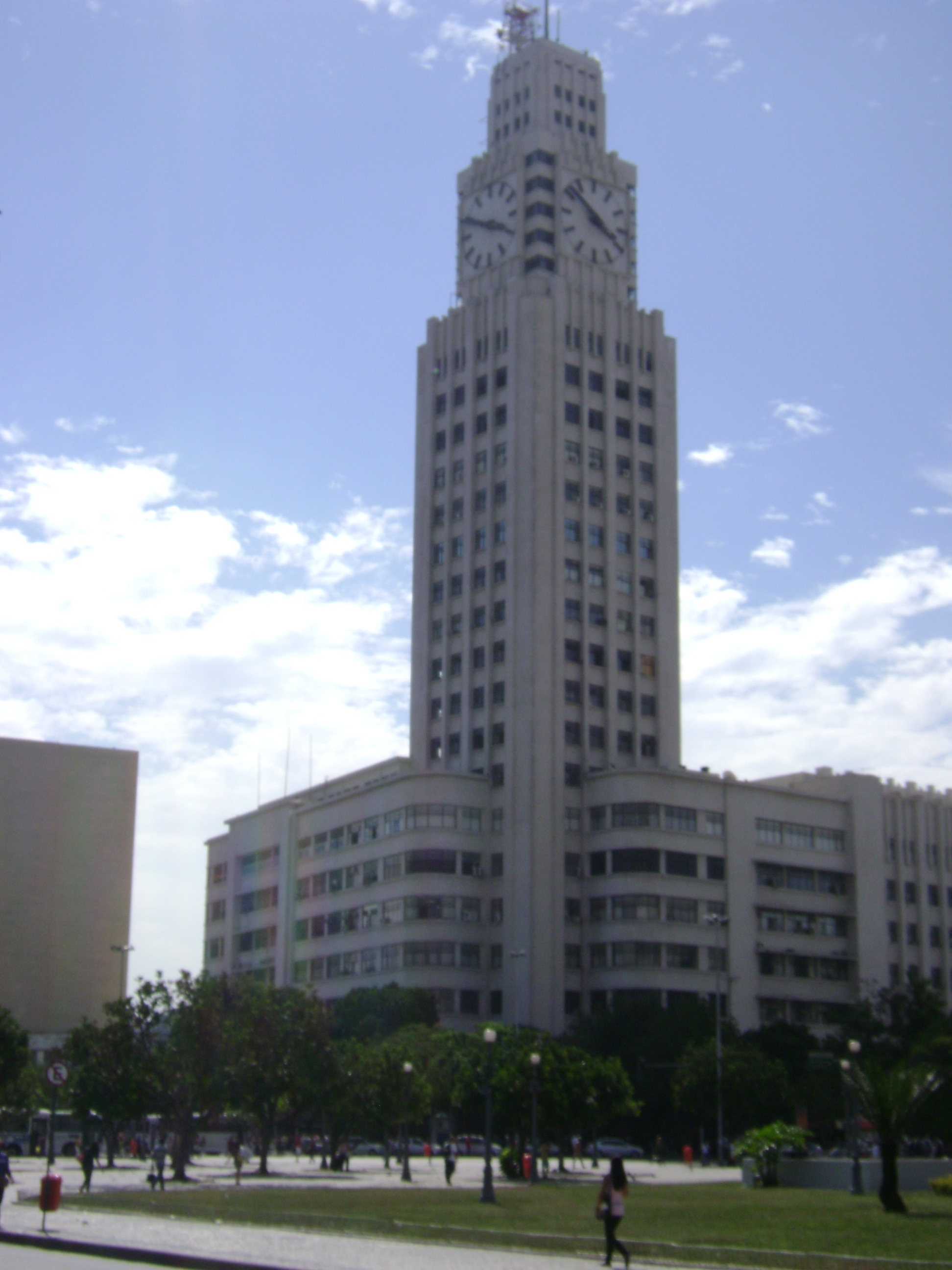
Tour de la gare Central do Brasil

| Rang | Nom                                   | Hauteur | Étages | Année |
| ---- | ------------------------------------- | ------- | ------ | ----- |
| 1    | Rio Sul Center                        | 163 m   | 48     | 1982  |
| 2    | Lelio Gama 105                        | 146 m   | 40     |       |
| 3    | Edificio Santos Dumont                | 141 m   | 45     | 1975  |
| 4    | Ventura Corporate Towers              | 140 m   | 38     | 2010  |
| 5    | Lineu de Paula Machado                | 138 m   | 38     | 1980  |
| 5    | Centro Candido Mendes                 | 138 m   | 43     | 1978  |
| 7    | Conde Pereira Carneiro                | 133 m   | 43     | 1976  |
| 8    | Seculo Frontin                        | 131 m   | 40     | 1983  |
| 9    | Bokel                                 | 130 m   | 40     | 1970  |
| 9    | Banco Central do Brasil (gratte-ciel) | 130 m   | 25     | 1984  |
| 11   | BIG                                   | 125 m   | 37     |       |
| 12   | Morada do Sol VI                      | 124 m   | 38     | 1967  |
| 13   | Morada do Sol VII                     | 122 m   | 38     | 1967  |
| 13   | Tour de la gare Central do Brasil     | 122 m   | 28     | 1943  |
| 13   | Treze de Maio 33                      | 122 m   | 40     |       |
| 16   | Rio Metropolitan                      | 121 m   | 34     | 1996  |
| 17   | Rodolpho De Paoli                     | 120 m   | 37     | 1970  |
| 17   | Torre Almirante                       | 120 m   | 36     | 2004  |
| 17   | Sede BNH                              | 120 m   | 30     |       |